# В целом признано безопасным
В целом признано безопасным (англ. Generally recognized as safe, GRAS, также переводится как «общепризнанно безопасно», «общепризнанно как безопасно») — это обозначение, предложенное Управлением по санитарному надзору за качеством пищевых продуктов и медикаментов (FDA), согласно которому химическое вещество, добавляемое в продукты питания, считается экспертами безопасным для здоровья при определённых условиях его использования. Ингредиент с обозначением GRAS освобождается от требований Федерального закона о пищевых добавках, лекарствах и косметике (FFDCA). Концепция к пищевым добавкам, «общепризнанным как безопасным», была впервые описана в поправке к пищевым добавкам 1958 года, и все добавки, введённые после этого времени, должны были оцениваться по новым стандартам. Список веществ, признанных FDA как «общепризнанных безопасных» обновляется примерно каждый месяц, начиная с 2021 года.

## История
6 сентября 1958 года была подписана поправка к пищевым добавкам 1958 года, согласно которой все новые пищевые ингредиенты обязаны проходить токсикологические исследования для выявления безопасного уровня использования для человека. Эта поправка не затронула порядка 700 пищевых ингредиентов, которые считались безопасными на тот момент момент времени и не требовали проведения исследований. С тех пор, производители пищевых добавок проводят исследования безопасности перед их выпуском на рынок в США. 31 августа 1960 года Уильям В. Гудрич, помощник главного юрисконсульта FDA, выступил на ежегодном собрании (16 Bus. Law. 107 1960—1961) FFDCA. Целью встречи была предстоящая 6 марта 1961 года дата вступления в силу положений «Поправок о пищевых добавках 1958 г.», именуемой GRAS.

## Обозначение и список
Производитель вещества может присвоить ему статус GRAS самостоятельно, либо квалифицированные неправительственные эксперты могут уведомить FDA о получении этого статуса:
- Самоутверждение. Производитель химического вещества провёл все необходимые исследования, в том числе сформировал группу экспертов для рассмотрения вопросов безопасности, и готов использовать эти результаты для защиты статуса GRAS своего продукта.
- Ответ FDA на уведомление GRAS[4]. Производитель выполнил все вышеупомянутые комплексные проверки и представил уведомление GRAS, чтобы проинформировать FDA о том, что использование вещества является безопасным и оно может получить статус «общепризнанного безопасного» вещества. После того как производитель химического вещества уведомит FDA, то есть предоставит весь список исследований, есть три варианта возможного развития событий: 1. FDA, проверив все токсикологические исследования, не находит никаких оснований полагать, что вещество может представлять опасность для здоровья в рамках установленного безопасного уровня потребления, а значит вещество получает статус GRAS[4]; 2. Проведённые исследования не соответствуют требованиям FDA, например, если были выявлены фактические ошибки в исследованиях или не был обнаружен безопасный уровень потребления, а значит вещество не получит статус GRAS; 3. FDA по каким-либо причинам не стало оценивать проведённые исследования.

По состоянию на январь 2021 года (начиная с 1998 года), в FDA было зарегистрировано 955 ингредиентов или пищевых веществ. Эти заявки, поданные спонсорами или производителями, рассматриваются или уже рассмотрелись экспертами на предмет безопасности. Иногда спонсор или производитель может отозвать свою заявку на присвоение веществу статуса GRAS. В таком случае, вещество не получит GRAS, если только само FDA не будет заинтересовано в исследовании вещества.
Для веществ, использовавшихся в пищевых продуктах до 1 января 1958 года, дедушкина оговорка разрешает присваивать веществу статус GRAS, опираясь на давнюю историю использования вещества, основанную на обычном использовании ингредиента в продуктах питания, если FDA не было обнаружено каких-либо токсичных или иных вредных свойств вещества в случае рационального использования.
FDA также может отозвать статус GRAS, если впоследствии выяснится, что ингредиент представляет опасность для здоровья, как это было сделано для трансжиров в 2015 году.

## Свод федеральных нормативных актов
Свод федеральных нормативных актов с изменениями от 1 апреля 2020 года, включает CFR — Code of Federal Regulations Title 21 (с англ. — «CFR — Свод федеральных правил, раздел 21»), в котором подробно описывается процедура признания вещества безопасным с помощью научных процедур и то, какого высокого качества должны быть предложены научные доказательства, с помощью которых вещество можно будет использовать в качестве пищевой добавки.

## Предполагаемое использование
Вещество должно быть качественно доказано, что является «общепризнанным безопасным» в условиях его предполагаемого использования. Производитель продуктов питания или поставщик ингредиентов, желающий выделить пищевой ингредиент в производимом им продукте — должен предоставить строгое научное доказательство того, что использование этого вещества в съедобном потребительском продукте будет являться безопасным. Чтобы получить статус GRAS, он должен доказать безопасность использования вещества настолько, чтобы существовало только единодушное мнение экспертов о том, что вещество безопасно для предполагаемого использования. Вещества, которые использовались в истории человечества очень долго (такие как сахар, соль, глутаминовая кислота) и за это время не было выявлено никаких токсичных эффектов в рамках рационального уровня потребления, автоматически получают статус GRAS и не требуют проведения долгих и сложных токсикологических исследований для получения статуса GRAS.

## Принудительное использование
Если использование вещества не подпадает под исключение GRAS, оно подлежит предварительному одобрению в соответствии с Федеральным законом о пищевых добавках, лекарствах и косметике. В таких обстоятельствах FDA может принять принудительные меры, чтобы остановить распространение пищевого вещества и продуктов, содержащих его, на том основании, что такие продукты не считаются GRAS или содержат незаконно добавленный ингредиент.
Примером ингредиента, не входящего в список GRAS, требующего принудительных мер в виде предупредительных писем, которые FDA отправила 15 компаниям в 2019 году, был каннабидиол, который по состоянию на 2021 год не имел достаточных строгих высококачественных научных доказательств безопасности в качестве ингредиента GRAS.